# Yorath Island
Yorath Island är en ö i Kanada.   Den ligger i provinsen Saskatchewan, i den centrala delen av landet, 2 400 km väster om huvudstaden Ottawa.
Trakten runt Yorath Island består till största delen av jordbruksmark. Runt Yorath Island är det ganska tätbefolkat, med 96 invånare per kvadratkilometer.